# Bamendas flygplats
Bamendas flygplats är en flygplats i Kamerun. Den ligger i den västra delen av landet.